# Hugo Buli
Hugo Buli (serbisch-kyrillisch Хуго Були; * 1875 in Belgrad, Königreich Serbien; † Oktober 1941 in Belgrad, KZ Topovske Šupe, Königreich Jugoslawien) war ein serbischer Kaufmann, Fußballpionier und treibende Kraft in den Anfangsjahren des Belgrader bzw. serbischen Fußballs. 1896 brachte er als Student den ersten Fußball aus dem deutschen Kaiserreich ins damalige Königreich Serbien mit und führte dort den Fußballsport ein.
Er gründete 1896 die Fußballabteilung des Gymnastikvereins Soko, die heute als erste Fußballsektion in Südosteuropa gilt, initiierte kurz darauf das erste Fußballspiel auf serbischem Boden und war 1899 Gründungsmitglied des ersten unabhängigen Fußballvereins in Südosteuropa namens Prvo Srpsko društvo za igru loptom bzw. Srpsko loptačko društvo, das in etwa mit „Erster serbischer Verein für das Spiel mit dem Ball“ bzw. „Serbischer Ball- oder Fußballverein“ zu übersetzen ist.
Außerdem war er 1903 an der Gründung des SK Soko beteiligt, dem heute zweitältesten noch existierenden serbischen Fußballverein. Er agierte als Spieler, Trainer und Funktionär und machte seine ersten Fußballschritte beim BFC Germania 1888, dem heute ältesten noch existierenden Fußballverein Deutschlands. Er gehört somit zu den wichtigsten Fußballpionieren in der Geschichte des serbischen Fußballs. Buli wurde 1941 während des Holocausts von den Nazis im von der Wehrmacht besetzten Belgrad im KZ Topovske Šupe ermordet.

## Leben
Hugo Buli wuchs in einer serbisch-jüdischen Familie auf. Seine Eltern waren Edi bzw. Adi Buli, ein wohlhabender Belgrader Bankbesitzer, und Miriam Buli. 1891 gründete Hugo Buli gemeinsam mit Andra Nikolić in Belgrad einen Gymnastikverein namens Soko („Der Falke“), womit der Weg zur späteren Entstehung der ersten Fußballabteilung eines Sportvereins in der Region geebnet wurde. Im Frühjahr 1896 brachte er den ersten Fußball aus dem deutschen Kaiserreich in die serbische Hauptstadt mit.
Der Ball stammte ursprünglich aus Berlin, wo Buli sein Auslandsstudium absolvierte und für den BFC Germania 1888 spielte. Höchstwahrscheinlich brachte er den Ball aus dem Ortsteil Tempelhof mit, dem Gründungsort des Berliner Clubs, und erlernte das Fußballspielen auf dem Tempelhofer Feld, das Germania anfänglich nutzte. Am 12. Mai 1896 gründete Buli schließlich die Fußballabteilung des Gymnastikvereins Soko, die heute als erste Fußballsektion in Südosteuropa gilt.
Sieben Jahre später sollte daraus der SK Soko hervorgehen, dem heute zweitältesten noch existierende serbischen Fußballverein, bei dessen Entstehung Buli ebenfalls eine Rolle spielte. Somit ist der heute älteste noch existierenden serbische Fußballverein über Buli indirekt mit dem zweitältesten noch existierenden Verein Deutschlands verbunden. Am 19. Mai fand das erste Fußballspiel auf serbischem Boden statt, als Buli, seine Freunde und mehrere Mitglieder der Fußballabteilung Soko, die neue Sportart den Bürgern in der Parkanlage Kalemegdan im Bereich des Nebojša-Befestigungsturms demonstrierten.
Durch weitere Bemühungen von Buli sowie Nikolić, der bereits zum Außenminister aufgestiegen war, sowie einigen weiteren Mitgliedern des Gymnastikvereins Soko, allesamt junge Juristen, Beamte und Geschäftsleute, fand am 1. Mai 1899 die Gründungsversammlung des ersten unabhängigen Fußballclubs Südosteuropas namens Prvo Srpsko društvo za igru loptom bzw. Srpsko loptačko društvo statt, das in etwa mit „Erster serbischer Verein für das Spiel mit dem Ball“ bzw. „Serbischer Ball- oder Fußballverein“ zu übersetzen ist, die in einem Belgrader Restaurant namens Trgovačka kafana gehalten wurde.
Zwei Jahre später entstand in Belgrad der SK Soko, dessen Gründung Stevan Stefanović, Sohn eines wohlhabenden Konservenfabrikinhabers, mit der Unterstützung von Buli und Nikolić einleitete und somit praktisch Nachfolger des 1896 gegründeten Fußballabteilung der Gymnastikgesellschaft Soko wurde. Buli wurde im Laufe der Jahre ein erfolgreicher Kaufmann, heiratete eine Frau namens Nora und engagierte sich weiterhin im Bereich des serbischen Fußballs. Während des Zweiten Weltkriegs wurde jedoch Serbien, das seit Ende des Ersten Weltkrieges zum Königreich Jugoslawien gehörte, von den Achsenmächten zerschlagen und besetzt. Belgrad stand unter deutscher Militärokkupation durch die Wehrmacht. Ab September 1941 veranlasste diese Massenmorde an Juden, denen auch Buli zum Opfer fiel. Inmitten des Holocausts wurde er von den Nazis im Oktober verschleppt und im KZ Topovske Šupe erschossen.